# Surbahar

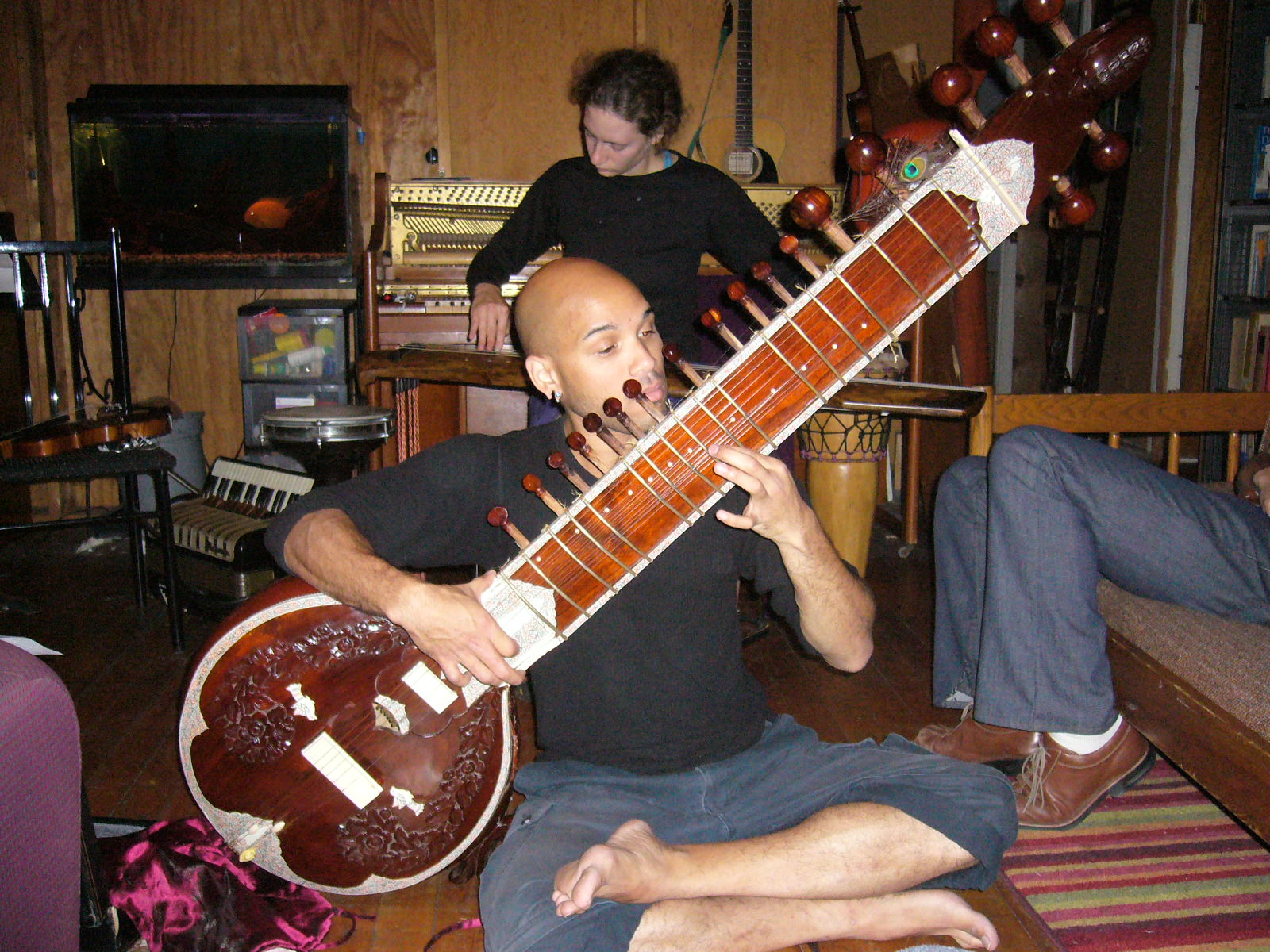
Surbaharspeler

De surbahar is de grotere (bas) versie van de sitar in de Hindoestaanse muziek. Doordat het instrument een octaaf lager staat, is de resonantie en uitklinktijd van de gespeelde tonen veel groter dan bij de sitar.
Een bekende virtuoos op de surbahar was Annapurna Devi, een dochter van Allauddin Khan.